# Sword of the Stars: A Murder of Crows
«Sword of the Stars: A Murder of Crows» (рус. Меч звёзд: Убийца ворон) — второе дополнение глобальной космической стратегии «Sword of the Stars», выпущенное в продажу 1 сентября 2008 эксклюзивно для скачивания через GamersGate. Европейская версия вышла в продажу 10 октября 2008. Дополнение не требует установки полных версий оригинала и первого дополнения «Born of Blood». Игра также известна под аббревиатурой «SotS: AMoC».

## Сюжет
Галактика полыхает в войнах между пятью межзвёздными расами: людьми, улейщиками (насекомые), тарками (рептилии), лиирами (дельфины-телепаты) и зуулами (кровожадные сумчатые). За время выхода этих рас в космос, было обнаружено множество останков цивилизаций-предтечей, некоторые из которых были уничтожены, а некоторые просто ушли. И вот одна из ушедших рас возвращается чтобы принести возмездие молодым расам, осмелившимся осквернить их миры. Драконоподобные морриги являются одной из древнейших рас галактики. Руины их поселений и баз были обнаружены на Марсе и родных мирах каждой из рас. Также, у каждой расы есть легенды и мифы о мудрых драконоподобных существах, пришедших со звёзд.
Общество морригов испокон веков строго разделено по половому признаку. Женщины являются жительницами колоний, тогда как мужчины ведут кочевнический образ жизни, возвращаясь на планеты лишь для торговли либо продолжения рода. По косвенным данным, можно судить что морриги когда-то воевали с кровожадной расой (предположительно суул'ка), которая создала зуулов для уничтожения одной из колоний морригов и поработила лииров за несколько столетий до событий игры.
Корабли морригов по форме напоминают огромных тёмных птиц (отсюда и название игры). Именно морригам удалось создать первые образцы автоматических боевых зондов, после чего другие расы скопировали эту технологию. Как и у других рас, тип межзвёздного движения у морригов является уникальным. Чем больше кораблей путешествует во флоте, тем быстрее этот флот движется, правда существует максимальное количество кораблей, влияющих на скорость. Это означает что более медленные корабли нисколько не замедляют флот, а наоборот — немного увеличивают общую скорость. Это производится за счёт того, что поле искривления генерирует лишь пустотный двигатель одного корабля. Все остальные перекачивают свою энергию в «ведущий» корабль чтобы увеличивать мощность поля и, следовательно, скорость флота. Это означает что морригам невыгодно летать поодиночке. С другой стороны, засечь приближающийся флот гораздо легче чем единственный корабль.
Титул главнокомандующего всех кланов — морро’хан.

### Речь морро’хана
Взгляните в небеса, дети пыли и слушайте.

Я — первый из странников, лорд ночного неба и вождь кланов. Я — голос рождённых в звёздах.
Пока вы ползали, мы летали. Звёзды принадлежали нам, когда вы только мечтали о крыльях.

Мы спустились чтобы поделиться с вашими предками, но мы вернулись лишь для того чтобы увидеть смерть. Наши женщины — убиты, наши миры — разграблены!!!

На кровавый пир призвали вы нас. Вы поднялись из своих тёмных глубин, тёмных нор, ваших вонючих городов, жалких каменных гнёзд и кровавых полей, чтобы присвоить себе наши звёзды.

Вы слепо бродите, оскверняя могилы моих отцов и насылая вашу заразу на моих жён и дочерей. И я говорю — хватит!

Грядёт война!!! Странники более не отступят перед теми кто ползает на суше или в море.

Найдите другие места чтобы строить ваши грязные гнёзда и драться в ваших мелких битвах! Эти звёзды священны… и они — мои!

Так что, взгляните в небеса, дети пыли, и вы увидите моё пришествие. Я — тысячекрылый дракон.

Мой народ больше не прячется. И мы накроем ваше небо…

…Как Тёмная стая!!!

## Новинки/изменения
- Новая играемая раса с уникальным методом сверхсветового движения.
- Более десятка новых корабельных модулей для всех рас.
- 15 новых типов вооружения.
- 27 новых технологий, включая две новых ветви развития: ксенокультура и дроны.
- Новые элементы игры, включая гражданское население, независимые миры, шпионаж и требования капитуляции планет.
- Намного улучшенная дипломатия. Для более тесных взаимоотношений необходимо изучить три культурно важных языка этой расы (например, для людей, это — английский, латынь и китайское письмо). Зуулы являются исключением, так как они не желают разговаривать с другими расами, а только уничтожают и порабощают их. С другой стороны, изучение языка зуулов даёт возможность другим расам строить корабли с военными модулями, обладающими большим количеством орудий но с более тонкой бронёй.
- Новые улучшения интерфейса и другие добавки:
  - Возможность отключать орбитальную бомбардировку.
  - Отображение боевых группировок.
  - Индикаторы отображающие кто наблюдает за битвой.
  - Возможность для обеих сторон объявить перемирие и завершить битву раньше времени.
  - Подкрепления прибывают возле командного корабля вместо определённой части поля боя. В отсутствие командного корабля, корабли подкрепления прибывают в первоначальную точку прибытия флота.
- Новые типы кораблей включая носителей дронов, конструкторов, разнообразных орбитальных станций, шпионских кораблей, полицейских катеров и других.